# Eumyzus gallicola
Eumyzus gallicola är en insektsart. Eumyzus gallicola ingår i släktet Eumyzus och familjen långrörsbladlöss. Inga underarter finns listade i Catalogue of Life.